# Recinto fortificado de Torralba del Pinar
El recinto fortificado de Torralba del Pinar se compone de una construcción militar defensiva de sillería que rodea la villa,y tuvo un torreón que se desmochó para levantar en el siglo XVII la torre de la iglesia. El recinto está incluido en la Lista roja de patrimonio en peligro que realiza la asociación Hispania Nostra.
Torralba del Pinar se halla en un altozano rodeado de montañas. Es una población fortificada de forma circular, alrededor de la antigua torre. El origen de este pueblo fue su torre romana defensiva, que se elevaba en la parte más alta del montículo donde se asienta el municipio. Actualmente la calle en que estaba levantaba recibe el nombre de La Torre. Queda todavía la plaza o reducto en que se hallaba, que se puede apreciar perfectamente e incluso la puerta de entrada al reducto. A finales del siglo XVII se desmontó la torre pieza a pieza y con los sillares se construyó la nueva iglesia parroquial en la parte más llana del pueblo.

## Toponimia
En su origen pues Torralba fue un lugar defensivo fortificado con su torre romana. Se puede afirmar filológicamente que era romana, además por el material utilizado, los sillares. El nombre Torralba procede del latín turris,-is más la raíz alba que significaba ‘colonia fortificada, castillo’, utilizada por los romanos, sin ser latina sino de origen preindoeuropeo y mediterráneo, que no tiene nada que ver con el latín albus,-a,-um ‘blanco’. Corrobora esta tesis el hallazgo de monedas romanas y cerámica, así como las dos basas tardío romanas o visigóticas que se hallan reutilizadas en la ermita de Santa Bárbara, y la columnilla que destruyeron en ese mismo lugar.

## Planografía
También el plano del pueblo hace pensar en su origen romano con las calles rodeando la antigua torre.

## Castramentación
El amurallamiento del pueblo es medieval. Se pueden apreciar bastantes restos arquitectónicos (siglos IX y XIII), confundidos con las casas, salvo algún tramo con aspilleras. Torralba perteneció al rey moro Zeyt Abuzeyt. Está confirmado y consta en el testamento del hijo de este rey. Así como Fuentes de Ayódar y Ayódar eran totalmente musulmanas, en Torralba vivían cristianos viejos. Lo corroboraba un documento del siglo XV escrito en latín, sobre un pleito referente a la Fuente del Río entre los cristianos viejos de Torralba y los moriscos de Fuentes.Además, Fuentes y Ayódar fueron repobladas después de la expulsión de los moriscos, como se demuestra en sus Cartas Pueblas,  y Torralba, no. Los apellidos en los censos del siglo XVIII son de cristianos viejos, tal como Gimeno.